# جوزيب إيغارتنر
جوزيب إيغارتنر Josip Egartner (27 مارس 1809 – 2 مايو 1849) كان رسام سلوفيني من أصل نمساوي. 

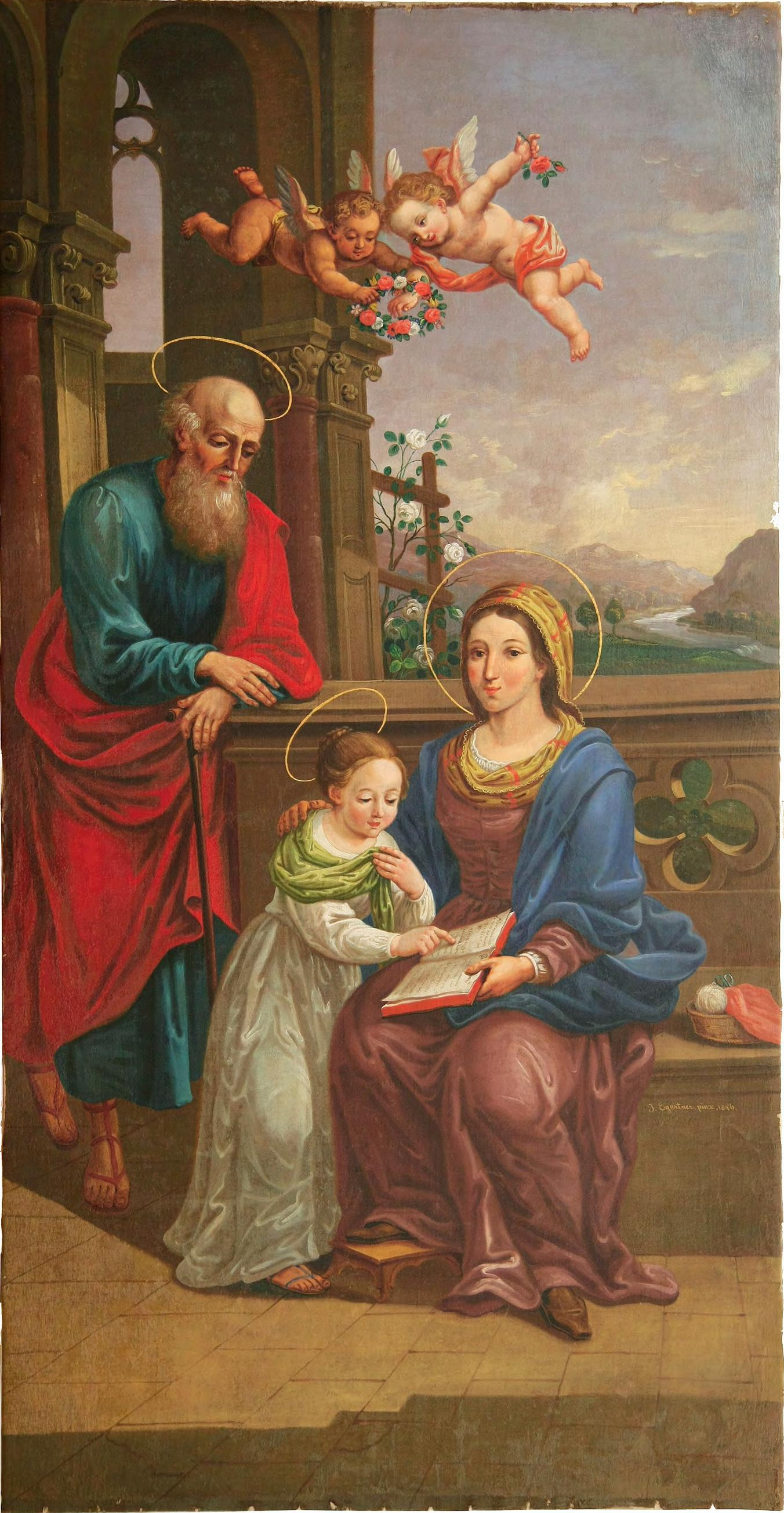
لوحة رسمها جوزيف إيغارتنر للقديسة آن في كنيسة بوتاجنوفا

في أعوام 1834 و1935 رسم لوحات فريسكو في ثلاثة كنائس في روالنيس. ورسم العديد من لوحات المذابح الكنسية.